# طول عمري (فلم)
طول عمري هو فيلم مصري من إنتاج عام 2008 للمخرج المصري ماهر صبري، وهو الفيلم الأول الذي يتناول حادثة كوين بوت، وموضوع المثلية الجنسية ووضع المثليين في مصر.

## خلفية الفيلم
استندت أحداث الفيلم إلى قضية عرفت في مصر باسم حادث كوين بوت، حيث قامت قوات الأمن المصرية في 11 مايو 2001 باعتقال 52 شخصًا من المثليين جنسيًا كانوا على متن ملهى ليلي مثلي عائم يسمى كوين بوت كان يرسو على شاطئ النيل في القاهرة بمصر.
وجهت تهمة «ممارسة الفجور والفاحشة» لخمسين رجلًا من بين الرجال الاثنين وخمسين الذين اعتقلتهم الشرطة بموجب الفصل التاسع من القانون عدد 10 لسنة 1961 لمكافحة البغاء. أما الاثنان الآخران فوجهت لهما تهمة ازدراء الدين.
تعرض الرجال للضرب وتم إخضاعهم قسرًا لفحوص الطب الشرعي لإثبات مثليتهم الجنسية بحسب تقرير اللجنة الدولية لحقوق المثليين والمثليات.
استمرت محاكمات قضية كوين بوت لمدة خمسة أشهر، وتم خلال هذه المدة تشويه سمعة المدعى عليهم في الإعلام المصري، حيث تم طباعة أسمائهم الحقيقية وعناوين ووصفهم بأنهم عملاء ضد الدولة. تمت إدانة هذه المحاكمات من قبل منظمات عالمية تعنى بحقوق الإنسان، بالإضافة إلى كل من أعضاء الكونغرس الأمريكي والأمم المتحدة. وطلب محامو الدفاع إلغاء الاعتقالات بسبب إجراءات الاعتقال غير السليمة، وتزوير أدلة الاتهام، والإرهاب الذي مارسته الشرطة أثناء احتجازها للمتهمين. أثناء المحاكمة، تم وصف المثلية الجنسية بأنها لا تنتمي للمجتمع المصري.
أدين واحد وعشرون شخصًا من بين المتهمين الإثنين وخمسين في 14 نوفمبر 2001 بممارسة الفجور وحكم عليهم بالأشغال الشاقة لمدة خمس سنوات، وأدين شخص واحد بازدراء الأديان، كما أدين شخص آخر بتزعم تشكيل عصابي. حوكم المتهم الثالث والخمسين في القضية في محكمة الأحداث لكونه مراهقا، وحكم عليه بالسجن لمدة ثلاث سنوات تليها ثلاث سنوات من المراقبة.
وفي مايو 2002 أُطلق سراح المدانين انتظارًا لمحاكمة ثانية، كما تم إلغاء الأحكام الصادرة بحق المذنبين وغير المذنبين مما أثار غضبًا دوليًا. أعيدت محاكمة خمسين رجلًا من المتهمين في يوليو 2002، وتم تأييد الحكم على الرجلين المتهمين بازدراء الأديان. استمرت هذه المحاكمة التي عقدت في محكمة  قصر النيل في القاهرة برئاسة القاضي عبد الكريم، الذي كان قد ترأس المحاكمة الأولى، لمدة خمس عشرة دقيقة فقط، وانتهت عندما استقال القاضي نفسه، ومن ثم تم تأجيل المحاكمة إلى سبتمبر من نفس العام. انتهت محاكمة المتهمين في مارس 2003، وحُكم على 21 رجلاً بالسجن لمدة ثلاث سنوات وبُرئ تسعة وعشرون رجلاً.

## القصة
تدور أحداث الفيلم عن شاب مثلي الجنس يدعى رامي ويعاني من الوحدة بعد أن هجره صديقه وليد ليتزوج من فتاة تدعى منال، فيقرر رامي البحث عن صديق جديد عبر شبكة الإنترنت. يغوص الفيلم في تفاصيل مجتمع الميم من خلال شخصية رامي وصديقه كريم الطبيب الذي يحب شاب أمريكي ويرفض أن يسافر معه إلى الولايات المتحدة الأمريكية ويترك وطنه، ومن خلال عاطف نادل المقهى الذي يرتبط به رامي لبعض الوقت ثم ينفصلا، وأشرف الذي تجنده الشرطة للإيقاع بالمثليين جنسيًا بعض أن قتل صديقه سلطان أمام عينيه وكتبت عنه الجرائد أنه قتل أثناء الهرب بعد قيامه بعملية سرقة، ومينا الذي يكتشف ميوله المثلية فيحاول الانتحار، وضابط الشرطة مصطفى الذي يخفي ميوله المثلية.
يتواصل رامي عبر شبكة الإنترنت مع أحد الأشخاص ليكتشف في النهاية أنه رجل شرطة متخفي وقد اتفق معه لمقابلته من أجل الإيقاع به والقبض عليه.

## الممثلون
مازن نصار: في دور رامي، وهو طالب رقص مثلي الجنس يعيش في القاهرة.
أيمن: في دور وليد حبيب رامي الذي يتركه ليتزوج امرأة.
جوانا: في دور داليا صديقة رامي، وهي طالبة تخطط للدراسة في الخارج هربًا من الجو المحافظ في مصر.
لؤي غنيم: في دور كريم صديق رامي وهو طبيب مثلي جنسيًا.
جوليان غونزاليس إسبارزا في دور أحمد جار رامي رجل ملتزم دينيًا لديه شغف مرضي بالنساء.
محمد أماديوس: في دور مينا جار رامي المراهق الذي يعيش مع والدته المسيحية الصارمة.
ماجد: في دور عاطف نادل مقهى فقير أصبح مغرمًا برامي.
جنان عطية: في دور الممرضة لطيفة.
منير بياري: في دور هاني عامل الفندق.
مونيكا بيريني: في دور عاملة مكتب.
ترافيس كريستون: في دور سائح أمريكي.
حبيب الديب: في دور المحقق.
يوسف الشريف: في دور اشرف.
سارة عناني: في دور الممرضة صفاء / مغنية الاوبرا.
هاله فوزي: راقصة شرقية.
بسام كساب: في دور حاتم.
أيمن كوزمان: في دور شرطي.
نبيلة مانجو: في دور والدة مينا.
عمار بوري: في دور عمار.
ميخا رام: في دور مصطفى.
اشرف سويلم: الأداء الصوتي في دور رامي.
وداد: في دور خضرة.
كريستوفر وايت: في دور مارك.
هشام الطحاوي: في دور الممثل التلفزيوني الأول.
نجلاء يونس: في دور الممثلة التلفزيونية الثانية.

## العرض
عرض الفيلم لأول مرة في مهرجان أفلام المهمشين في مدينة سان فرانسيسكو بالولايات المتحدة الأمريكية في يونيو 2008.

## ردود الأفعال
بينما ظهرت شخصيات المثليين في السينما المصرية قبل ذلك بشكل عام في أدوار ثانوية، كما في أفلام مثل حمام الملاطيلي الذي صدر عام 1973، وإسكندرية ليه في عام 1978، وفيلم مرسيدس في عام 1993، وعمارة يعقوبيان في عام 2006، كان فيلم طول عمري هو أول فيلم مصري يتحدث عن أوضاع المثليين بشكل خاص.
دعا الشيخ نصر فريد واصل مفتي مصر الأسبق إلى تدمير الفيلم، مشيرًا إلى أن مثل هذه الأفلام هي بوابة الفجور التي تحرض على ارتكاب ما حرم الله، وتنشر السلوكيات الاجتماعية المنحرفة. عرض الفيلم في العديد من المهرجانات السينمائية حول العالم في مدن مثل سان فرانسيسكو، ونيويورك، وأثينا، وملبورن، وسيدني، وبنغالور، وليوبليانا.
وقال الدكتور زين العابدين مدير برنامج مكافحة الإيدز في مصر إن الفيلم كان ضربة موجعة لجميع جهود المؤسسة لمكافحة انتشار فيروس نقص المناعة البشرية في مصر. وذكر في مقابلة مع شبكة العربية الإخبارية أن الممارسات الجنسية غير الطبيعية تأتي في المرتبة الثانية بعد عمليات نقل الدم بين أسباب الإصابة بمرض الإيدز، وهو ما ردت عليه جمعية أفلام الأندرجراوند المصرية بأنه إشارة واضحة إلى أن فيروس نقص المناعة البشرية الإيدز يصيب الذكور فقط وتحديدًا المثلين جنسيًا. وأشار الاتحاد الأوروبي للأمن الغذائي إلى أن مثل تلك التلميحات تتجاهل تمامًا الحقائق العلمية، والإحصائيات التي أظهرت أن مرض الإيدز منتشر أيضًا بين الأطفال، وبدلاً من زيادة الوعي العام حول الجنس الآمن، فإن مثل هذه التصريحات تعتبر مضللة وتخلق شعورًا زائفًا بالأمان بين غير المثليين الذين لديهم اعتقاد شائع بأن فيروس نقص المناعة البشرية الإيدز يصيب فئة معينة فقط من الناس، مما يؤدي إلى وهم الأمان الذي يؤدي بدوره إلى انتشار المرض.

قال مخرج ومؤلف الفيلم ماهر صبري ردًا على تصريحات الشخصيات الدينية المحافظة:
«لست متفاجئًا بما حدث فقد كان متوقعًا، لكنه ما زال مؤلمًا بالنسبة لي، لأنه مؤشر يدل على مدى تخلفنا. نحن الآن نعيش في عصر الانحدار الثقافي، عصر يتم فيه الزج بالمعارضين والمرشحين للرئاسة والأقليات الدينية في السجون، ونزعم أننا نحاكي الحضارة الإسلامية، ولكن لو كان الناس الذين بنوا تلك الحضارة على قيد الحياة اليوم، لكانت هناك فتاوى ضدهم، ولحرقت كتبهم وأعمالهم الأخرى.»

## الجوائز
حصل الفيلم في عام 2011 على جائزة الجمهور في فئة الفيلم الروائي في الدورة السابعة لمهرجان أحرار الجنس السينمائي الذي أقيم في مدينة سانت إتيان بفرنسا، ويهدف إلى تعزيز المواقف الإيجابية تجاه المثلية الجنسية من خلال الفن والثقافة.